# 科羅利夫卡 (埃米利奇涅區)
50°54′10″N 27°58′55″E / 50.90278°N 27.98194°E
科羅利夫卡（烏克蘭語：Королівка），是烏克蘭北部的村莊，隸屬日托米爾州的茲維亞赫爾區。該村面積1.77平方公里，海拔高度203米，2001年人口258，人口密度每平方公里145.76人。